# Aim (azienda)
La Aim era un'azienda motociclistica italiana, attiva dal 1972 al 1987.

## Storia
In seguito a divergenze tecniche ed organizzative con il fratello Josè, Andrea Becocci decise di lasciare la Moto Bimm e di fondare una propria azienda per la produzione di ciclomotori e motocicli: la Aim (acronimo di Assemblaggio italiano motocicli).
L'attività, iniziata a Prato, venne ben presto trasferita nel nuovo stabilimento di Vaiano. 
Nel primo anno furono prodotti esclusivamente ciclomotori utilitari dotati di motori monomarcia, ma già nel 1973 venne presentato il modello da cross "50 R 5", dotato di propulsore Morini Turbostar a cinque marce, con testa ad alettatura radiale.
Il modello ottenne un buon successo di vendite ed alcuni esemplari, opportunamente elaborati, vennero utilizzati in gare regionali da piloti privati, tra i quali il futuro campione Marco Luchi.
Il ritorno d'immagine dovuto alle competizioni, convinse Becocci ad iniziare la produzione di modelli specialistici ad alte prestazioni, da contrapporre alle blasonate conterranee Ancillotti e Gori, sui campi da cross e regolarità, italiani ed esteri.
Il primo 50 cross da competizione motorizzato col sachs 50 nasce il 22 giugno 1975, assemblato da Andrea Becocci, e Loredano Fani sulla pista di Viciomaggio (AR) e pilotato dal toscano Giovanni Pieroni. Verrà poi presentato al salone di Milano nell'autunno 1975.
Iniziò così la produzione in piccola serie di moto da competizione particolarmente curate e dotate della migliore componentistica esistente sul mercato e di propulsori Sachs (e anche Minarelli nelle piccole cubature) che, nelle cilindrate 50, 75, 80, 100, 125, 175 e 250 cm³, otterranno numerose affermazioni in gare regionali e nazionali, nella seconda metà degli anni settanta e nei primi anni ottanta.
Nonostante i successi sportivi, l'elevato costo dei modelli da competizione e la loro totale estraneità, anche estetica, ai modelli di normale produzione, non consentirono alla Aim di ottenere sostanziosi risultati di vendita, in entrambe le tipologie produttive.
L'attività aziendale venne a cessare nel 1987.